# Dagmara Matuszak

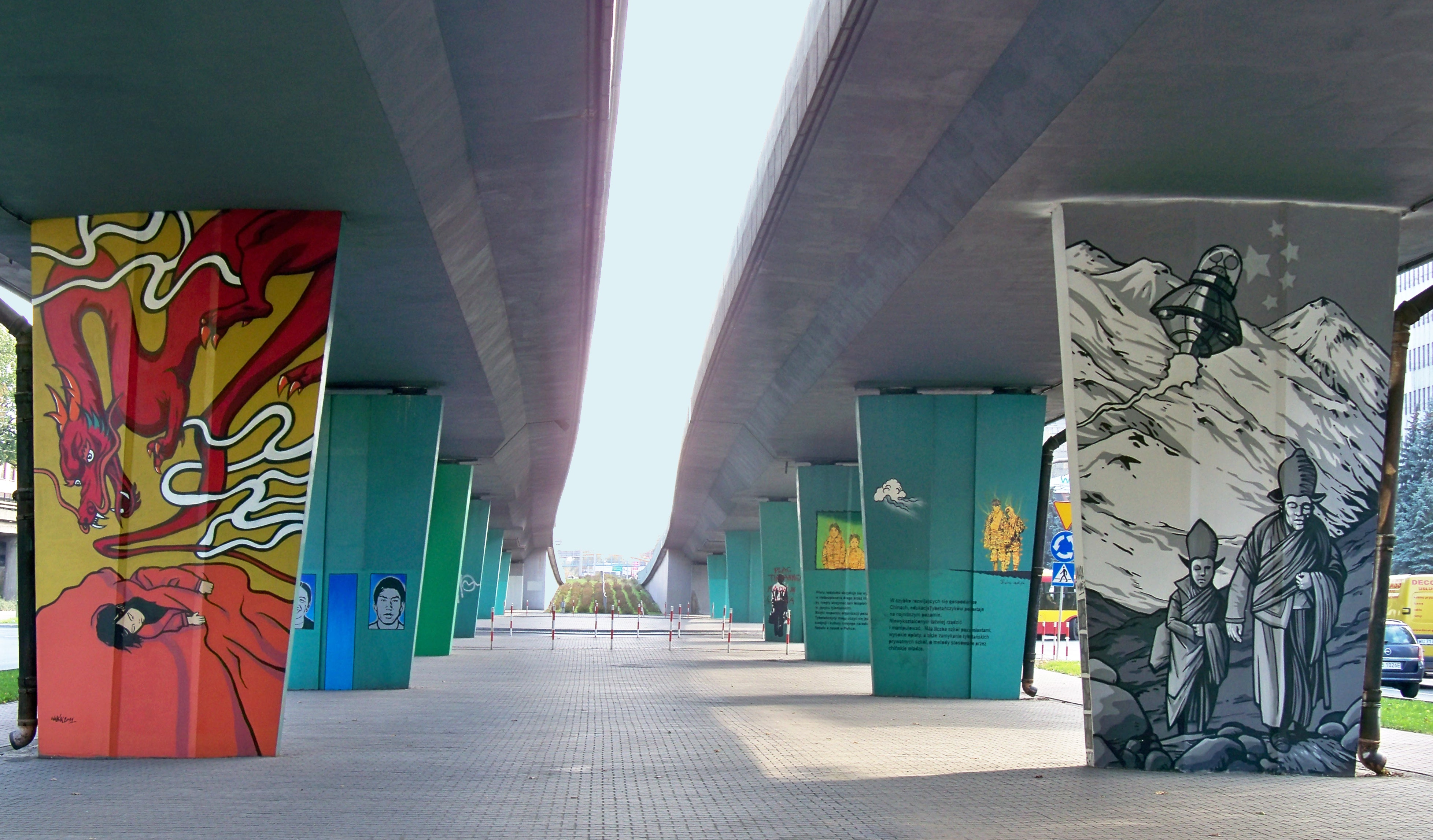
Rondo Tybetu w Warszawie, po lewej mural Sen autorstwa Dagmary Matuszak (wykonanie – Artur Wabik)

Dagmara Matuszak (ur. 31 sierpnia 1973 w Poznaniu) – polska ilustratorka, malarka i autorka komiksów. Jest projektantką książek, plakatów, okładek i ilustracji książkowych.

## Życiorys
Ukończyła studia na Wydziale Malarstwa krakowskiej Akademii Sztuk Pięknych. Źródłami inspiracji do pracy jest dla niej malarstwo niderlandzkie: Rogier van der Weyden, bracia Hubert i Jan van Eyck, Hugo van der Goes oraz twórczość współczesnego ilustratora Johna Howe.
Dagmara Matuszak debiutowała w 2003 roku monochromatycznym komiksem wojennym pt. "Wrześniowe przedpołudnie", narysowanym do scenariusza Kamila Śmiałkowskiego na potrzeby antologii komiksu polskiego "Wrzesień", zainicjowanej przez Tomasza Kołodziejczaka z wydawnictwa Egmont Polska. Kolejnym komiksem Matuszak był zrealizowany rok później "Eksperyment" do scenariusza Grega Beckera, na potrzeby kolejnej antologii Egmontu pt. "Człowiek w probówce."
W 2004 nawiązała współpracę z angielskim pisarzem Neilem Gaimanem, któremu spodobał się jeden z jej rysunków, przedstawiający lisa z opowiadania "Biała droga". Rysunek ten został po raz pierwszy zaprezentowany pisarzowi na wystawie prac zainspirowanych twórczością Gaimana, w Krakowie w maju 2003 roku. Wkrótce potem Gaiman zaproponował Matuszak zilustrowanie kolekcjonerskiego wydania "Dymu i luster". W związku z zarzuceniem tego projektu przez wydawcę, Matuszak otrzymała od Gaimana do zilustrowania inny tekst – napisany specjalnie dla niej poemat "Melinda", opowiadający o dziewczynce żyjącej samotnie w zrujnowanym mieście, zamieszkanym tylko przez zwierzęta i maszyny.
"Melinda" ukazała się w USA, w grudniu 2004 roku, nakładem wydawnictwa Hill House Publishers, a następnie już w marcu 2005 roku w Polsce nakładem wydawnictwa Atropos. Oba wydania książki to limitowane, numerowane nakłady, wydrukowane na szlachetnym, wzbogaconym o barwne drobiny papierze o wysokiej gramaturze, oprawione w twardą tłoczoną oprawę, z ręcznie wklejanymi kolorowymi ilustracjami.
W sierpniu 2006 roku podczas XXI Ogólnopolskiego Konwentu Miłośników Fantastyki "Polcon" w Lublinie wydawnictwo Atropos zaprezentowało kolekcjonerskie wydanie opowiadania Andrzeja Sapkowskiego"Maladie" zilustrowane przez Dagmarę Matuszak.
W grudniu 2007 roku, nakładem wydawnictwa Hill House Publishers ukazało się wydanie kolekcjonerskie kolejnej książki Neila Gaimana "Anansi Boys" w całości zaprojektowane i zilustrowane przez Dagmarę Matuszak.

## Komiksy
- 2004 – "Eksperyment", sc. Greg Becker [w] "Człowiek w probówce. Antologia komiksu polskiego", wyd. Egmont Polska
- 2003 – "Wrześniowe przedpołudnie", sc. Kamil Śmiałkowski [w] "Wrzesień. Antologia komiksu polskiego",  wyd. Egmont Polska

## Książki
- 2007 – "Anansi Boys", tekst Neil Gaiman, wyd. Hill House Publishers (ang).
- 2006 – "Maladie", tekst Andrzej Sapkowski, wyd. Atropos (pol).
- 2005 – "Melinda", tekst Neil Gaiman, wyd. Atropos (pol).
- 2004 – "Melinda", tekst Neil Gaiman, wyd. Hill House Publishers (ang).

## Nagrody
- 2001 – 1. nagroda na III Międzynarodowym Festiwalu Plakatu w Krakowie

## Wystawy
Indywidualne:
- 2011 – 28 maja - 28 czerwca. Ilustracje. Galeria Białostockiego Teatru Lalek.
- 2008 – 9 kwietnia - 7 maja. Anansi Boys. Galeria Książki klubu Lokator, Kraków.
- 2001 – 24 maja - 15 czerwca. Malarstwo, grafika, plakat. Galeria Szalom, Kraków.

Zbiorowe:
- 2009 – 14 - 20 listopada. Wystawa przedaukcyjna XVIII Aukcji Wielkiego Serca[8]. Muzeum Historyczne Miasta Krakowa.
- 2009 – 23 października - 8 listopada. Polish Comics. Festiwal Amadora BD, Narodowe Centrum Komiksu i Ilustracji w Amadorze, Portugalia.
- 2008 – 15 - 21 listopada. Wystawa przedaukcyjna XVII Aukcji Wielkiego Serca. Centrum Sztuki i Techniki Japońskiej "Manggha" w Krakowie.
- 2008 – 18 października - 2 listopada. Wystawa komiksu polskiego na Międzynarodowym Festiwalu Komiksu i Gier w Lucce, Włochy.
- 2007 – 23 - 27 marca. Komiks Polski. Ekspozycja Instytutu Książki na XXVII Międzynarodowych Targach Książki w Paryżu, Francja.
- 2006 – 7 listopada - 3 grudnia. Pracownia Plakatu ASP. Wystawa retrospektywna. Polskie Towarzystwo Przyjaciół Sztuk Pięknych. Pałac Sztuki w Krakowie.
- 2006 – 11 - 28 maja. Komiks na ścianach. XXI Dni Sztuki Współczesnej. "PracOFFnia", Białystok.
- 2006 – 16 - 19 marca. Komiks Polski. Ekspozycja Instytutu Książki na Targach Książki w Lipsku, Niemcy.
- 2006 – 24 lutego - 26 marca. Comics nach polnischer art. Galeria "Spedition", Bremen, Niemcy.
- 2005 – 15 października - 15 listopada. Wystawa komiksu polskiego na festiwalu Comics Salon w Bratysławie, Słowacja.
- 2005 – 17 - 31 maja. 5x Komiks. Rzeszowska Akademia Komiksu, Wojewódzki Dom Kultury w Rzeszowie.
- 2005 – kwiecień - maj. Komiks na horyzoncie. Francja – Polska – Szwajcaria. Galeria "Karton", Budapeszt.
- 2005 – 13 lutego - 13 marca. Komiks na horyzoncie. Francja – Polska – Szwajcaria. Centrum Sztuki i Techniki Japońskiej "Manggha" w Krakowie.
- 2004 – 10 grudnia - 2 stycznia 2005. Komiks na horyzoncie. Francja – Polska – Szwajcaria. Galeria  BWA "Awangarda" we Wrocławiu.
- 2004 – 16 października - 6 listopada. Komiks na horyzoncie. Francja – Polska – Szwajcaria. XV Międzynarodowy Festiwal Komiksu w Łodzi.
- 2004 – 16 października - 6 listopada. Komiks na ścianach. XV Międzynarodowy Festiwal Komiksu w Łodzi.
- 2003 – maj. Wystawa prac inspirowanych twórczością Neila Gaimana. Klub "Pod Jaszczurami" w Krakowie.
- 2001 – 29 listopada - 15 grudnia. Check out check in. Akademia Sztuk Pięknych w Norymberdze, Niemcy.
- 2001 – 5 - 18 marca. Wystawa pokonkursowa III edycji Krakowskiego Festiwalu Plakatu. Muzeum Historyczne Miasta Krakowa.
- 2000 – Wystawa podyplomowa. Polskie Towarzystwo Przyjaciół Sztuk Pięknych. Pałac Sztuki w Krakowie.
- 2000 – X-Position. Malarstwo i komiks. Państwowa Wyższa Szkoła Teatralna w Krakowie.

## Życie prywatne
Jest córką aktora Włodzimierza Matuszaka. Wychowała się w Niemczech, gdzie również zdała maturę. Na stałe mieszka w Krakowie. Działa w bractwie średniowiecznym "Gemeyne Leut". Tłumaczy literaturę z języka niemieckiego.